# Ура (приток Лены)
Ура (Каменка) — река в Якутии, левый приток реки Лена.
Длина реки составляет 181 км. Протекает полностью по территории Олёкминского района Якутии. Площадь её водосборного бассейна насчитывает 2830 км². Питание имеет в основном снеговое и дождевое. Замерзает в октябре, вскрывается в мае. Характерны летние дождевые паводки. Впадает в реку Лена слева на расстоянии 2366 км от её устья.
Ввиду того что устье Уры находится примерно на середине протяжения Лены, среди ленских речников оно считается ленским «экватором». Устье Уры — популярное живописное туристическое место. Круизные теплоходы «Демьян Бедный» и «Михаил Светлов» имеют здесь запланированную стоянку.
В реке постоянно обитают щука, судак и налим.
По данным государственного водного реестра России относится к Ленскому бассейновому округу. Код водного объекта — 18030300212117200005510.

## Галерея

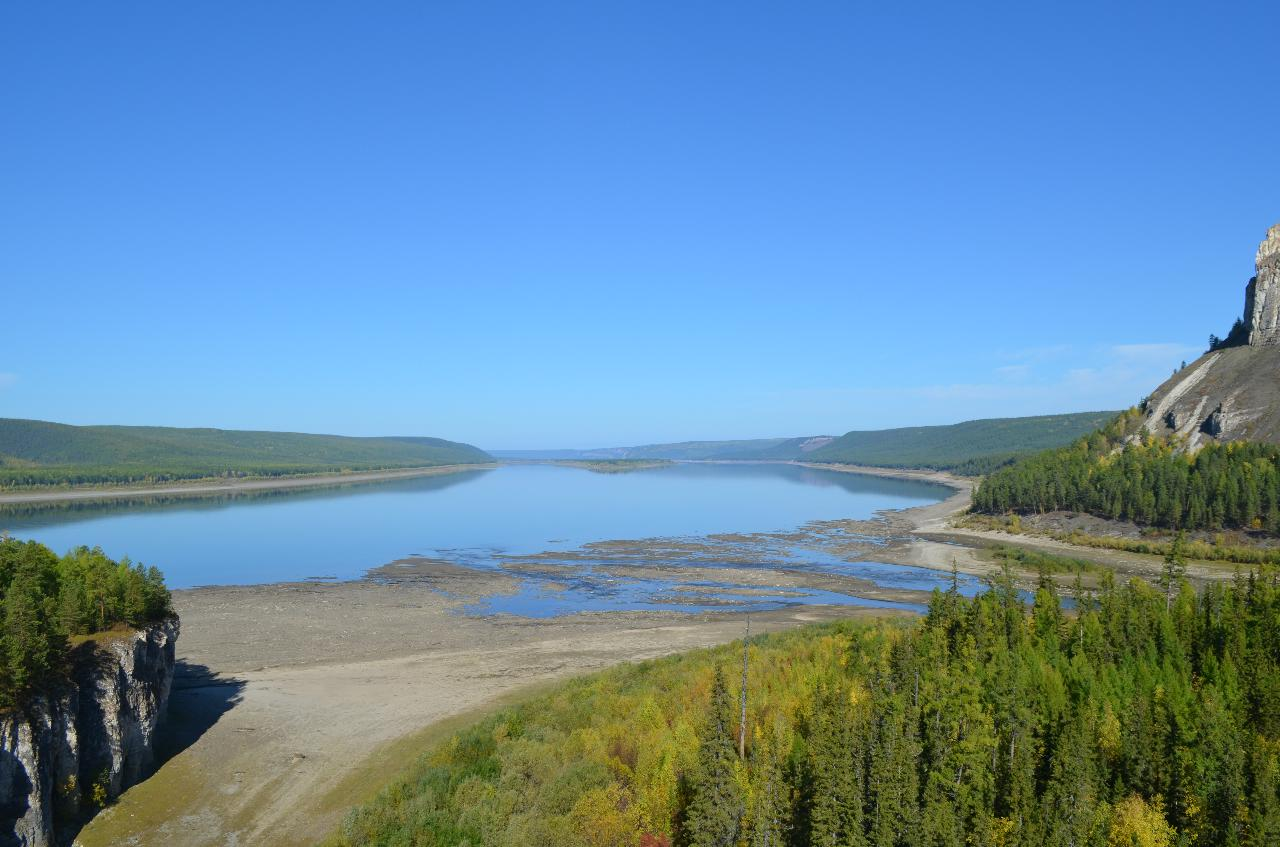
Устье Уры. Справа — гора Колокол
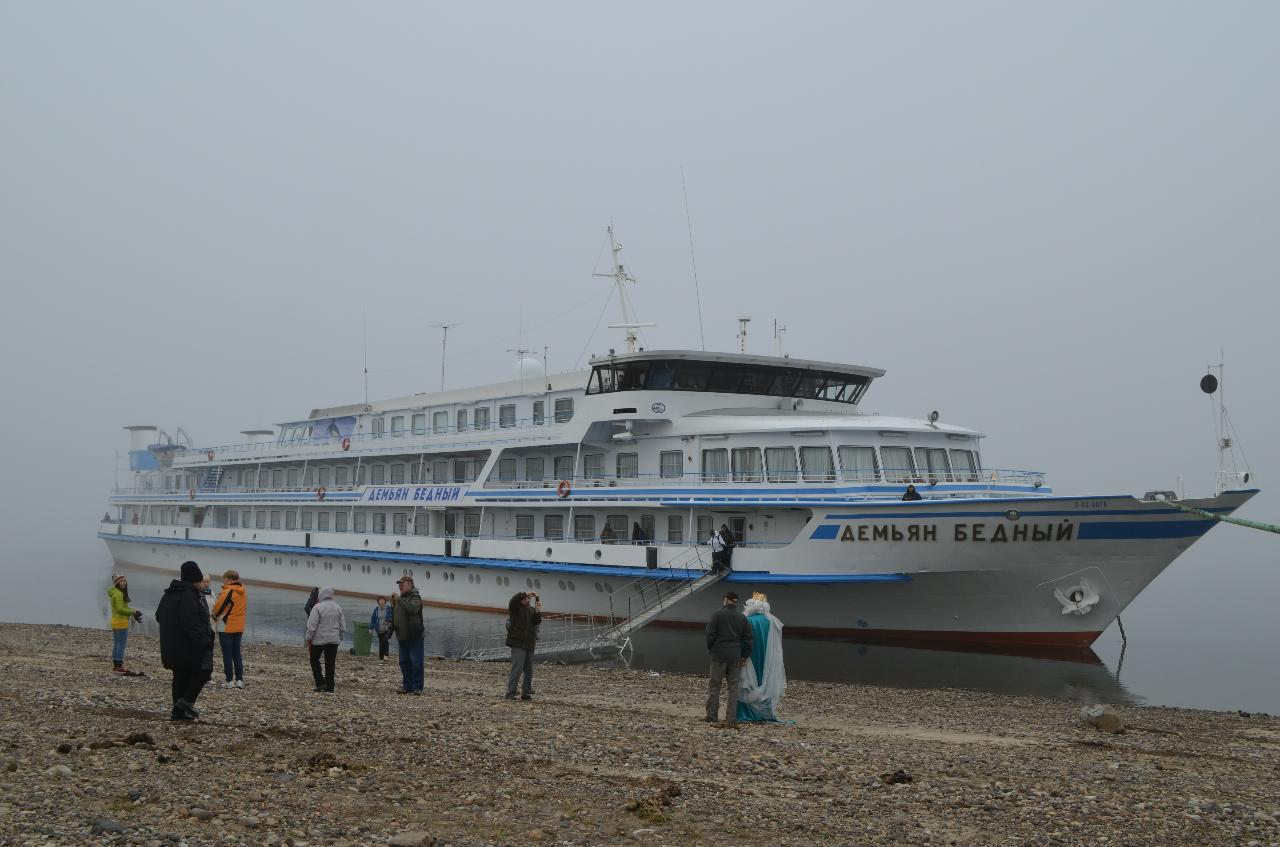
Круизный лайнер в устье Уры
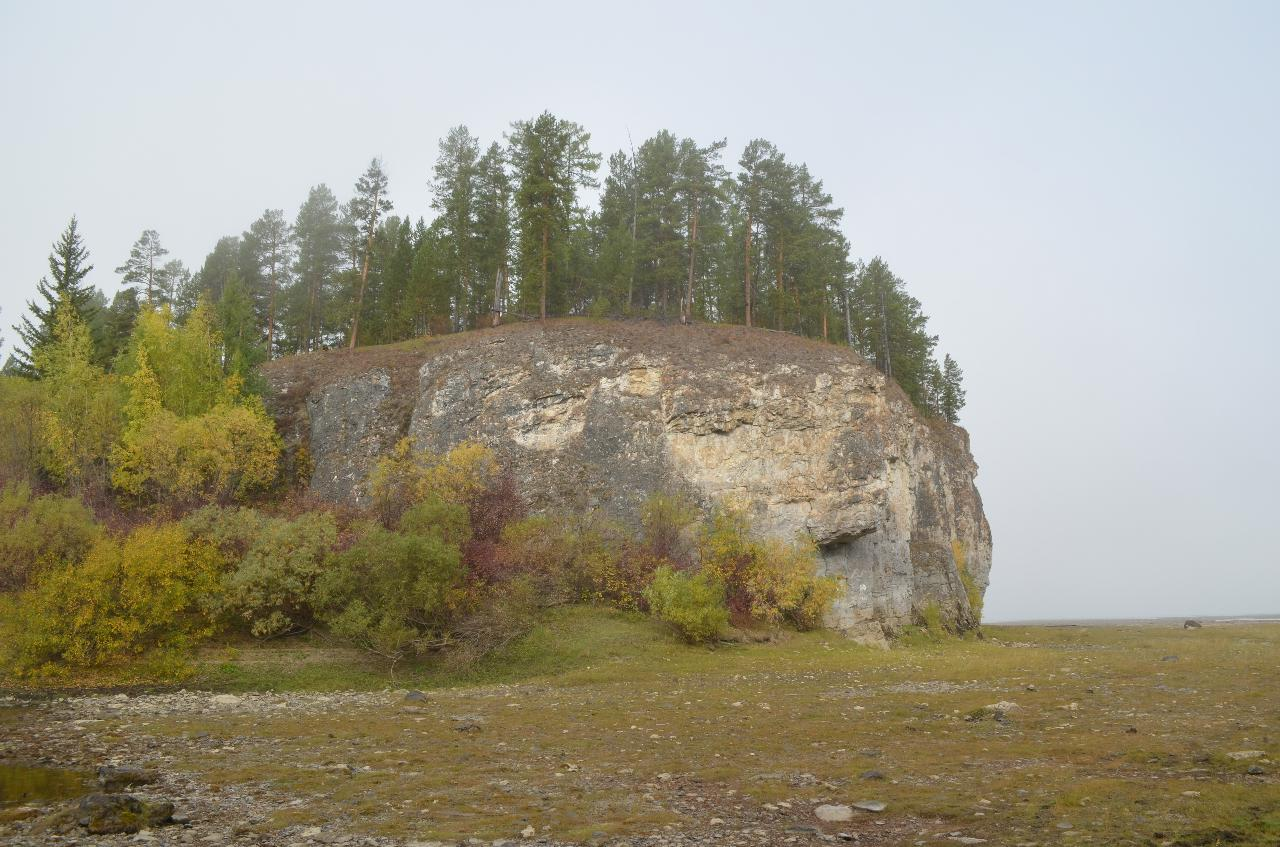
Живописный остров-скала в устье Уры